# Marija Bugarska
Za drugu Mariju Bugarsku, pogledajte „Marija Bugarska (latinska carica)”.
Marija Bugarska (bugarski Мария Българска; umrla nakon 1081.) bila je bugarsko-grčka plemkinja i protovestiaria, čiji je muž bio protovestiarios Andronik Duka (bratić Mihaela VII.). Posjedovala je imanja oko Ohridskog jezera.

## Život
Nije poznato kada je Marija rođena. Njezini roditelji su bili princ Trajan Bugarski (sin cara Bugarske Ivana Vladislava i carice Marije) i njegova žena, bizantska plemkinja povezana s plemićkim obiteljima Foka i Kontostephanos. Marija se udala za Andronika prije 1066. godine te su imali petero djece:
- Mihael Duka (protostrator)
- Ivan Duka (megas doux)
- Irena Duka, supruga bizantskog cara Aleksija I. Komnena i majka cara Ivana II. Komnena
- Ana Duka, žena Georgija Paleologa
- Teodora Duka, redovnica

Mariju je njena unuka, princeza Ana Komnena, opisala kao lijepu i mudru ženu.